# Фрайбург (хоккейный клуб)
«Фрайбург» (нем. Freiburg) — германский хоккейный клуб из города Фрайбург-в-Брайсгау. Выступает в Немецкой Оберлиге (зона «Юг»).

## История
Клуб был основан в 1971 году как ERC Freiburg. Несколько сезонов (1979/80, 1981/82, 1983/84) клуб выступал в Бундеслиге.
В 1984 году клуб был расформирован и основан как EHC Freiburg. Клуб выступал в Бундеслиге несколько сезонов: 1988/89 — 1992/93, 1998/99. В июле-ноябре 1989 года старшим тренером клуба был чех Иван Глинка.
В 2002—2011 годах клуб назывался «Wölfe Freiburg» (Фрайбургские Волки) и выступал в региональных лигах Германии. В сезоне 2006/07 старшим тренером был россиянин Сергей Светлов
С 2011 года клуб снова называется EHC Freiburg. В сезоне 2011/12 выиграла первенство в зоне «Юго-Запад» Региональной Лиги и с сезона 2012/13 выступает в Оберлиге (зона «Юг»).

## Известные хоккеисты
- Иржи Црга (1985—1991)
- Милан Халупа (1985—1993)
- Рик Лэйкок (1986—1989; 1994—1995)
- Олег Знарок (1995—2000)
- Александр Семак (1999—2000)
- Игорь Дорохин (1994/95, 1998—2000)
- Вадим Рифель (2004—2006)
- Эдгарс Масальскис (2006—2007)

## Достижения
Четырёхкратный чемпион 2-й немецкий Бундеслиги — 1981, 1983, 1989, 2003.